# Gerda Antti
Gerda Sofia Antti Ljungqvist (Övertorneå, 20 augustus 1929) is een Zweedse schrijfster. Zij is de weduwe van de auteur Walter Ljungquist.

## Biografie
Gerda Antti werd geboren in het plaatsje Övertorneå, dat bijna tweeduizend inwoners telt. Zij groeide daar op met haar vier broers en zussen, die nu woonachtig zijn in Stockholm en Luleå. Antti woont tegenwoordig in Tomestorp, een plaats in de buurt van Kisa, gelegen in de provincie Östergötland.
Haar carrière als schrijfster begon in 1961 met de dichtbundel Här och nu (Nederlands: Hier en nu). Sindsdien heeft zij essays, causerieën, korte verhalen, romans en een debatboek uitgebracht. In haar oeuvre beschrijft Antti met name het leven van de hedendaagse plattelandsbevolking.
Antti is tevens actief in de lokale politiek namens de Centrumpartij. Zij is verder lid van een adviescommissie binnen de Zweedse immigratiedienst. Op 23 december 2009 verzette zij zich in een opiniestuk in de krant Östgöta Correspondenten tegen een uitbreiding van deze commissie door een imam. Daarnaast klaagde zij in dit omstreden artikel dat islamitische immigranten de Zweedse samenleving trachten te veranderen. Antti werd naar aanleiding hiervan islamofobie verweten en de hoofdredacteur van de krant distantieerde zich van de inhoud van het artikel.
In haar carrière heeft Antti enkele prijzen gewonnen, waaronder de literatuurprijs van het dagblad Svenska Dagbladet in 1977. In 1998 ontving ze de Zweedse koninklijke medaille Litteris et Artibus. Ook kreeg zij in 2008 een eredoctoraat in de geneeskunde van de Universiteit van Linköping.